# Economia Sudanului de Sud
Economia Sudanului de Sud este o economie de subzistență, afectată de război, fapt care a condus la o neglijare a dezvoltării infrastructurii.
Din ziua declarării independenței starea economiei Sudanului de Sud este dezastruoasă, în toată țara există circa 50 km. de șosea asfaltată, foamete, administrația, învățământul public, sanitația și organizarea medicală precare. Deoarece pe teritoriul Sudanului de Sud se află circa 80% din câmpurile petrolifere sudaneze, în timp ce industria de cracare și rețeaua de distribuție trece prin Sudan, în prezent se desfășoară negocieri între Sudan și Sudanul de Sud pentru a ajunge la un acord în privința modului în care se vor împărți veniturile obținute în urma exploatării petrolului.
Sudanul de Sud exportă lemn pentru piața internațională. Țara conține, de asemenea, multe resurse de naturale cum ar fi petrol, minereu de fier, cupru, minereu de crom, zinc, argint, aur, etc... Economia țării, ca și în multe alte țări în curs de dezvoltare, este puternic dependentă de agricultură.
Câmpurile petroliere din țară au păstrat economia regiunii în viață încă din 1999. Cu toate acestea, Sudanul de Sud a devenit o națiune independentă în iulie 2011, negociatorii din nord și din sud nu au fost imediat reușit să ajungă la un acord cu privire la cum sa împartă veniturile din aceste câmpuri petroliere.